# آناتولی کاتریچ
آناتولی کاتریچ (روسی: Анатолий Николаевич Катрич؛ زادهٔ ۹ ژوئیهٔ ۱۹۹۴) بازیکن فوتبال اهل روسیه است.
از باشگاه‌هایی که در آن بازی کرده‌است می‌توان به باشگاه فوتبال کراسنودار، باشگاه فوتبال آتیراو، و باشگاه فوتبال دینامو مسکو اشاره کرد.